# Läther
Läther är ett musikalbum med Frank Zappa som gavs ut i september 1996.

## Låtar på albumet
Alla låtar skivna av Frank Zappa

### CD 1
1. "Re-gyptian Strut" - 4:36
2. "Naval Aviation in Art?" - 1:32
3. "A Little Green Rosetta" - 2:48
4. "Duck Duck Goose" - 3:01
5. "Down in de Dew" - 2:57
6. "For the Young Sophisticate" - 3:14
7. "Tryin' to Grow a Chin" - 3:26
8. "Broken Hearts Are for Assholes" - 4:40
9. "The Legend of the Illinois Enema Bandit" - 12:43
10. "Lemme Take You to the Beach" - 2:46
11. "Revised Music for Guitar & Low Budget Orchestra" - 7:36
12. "RDNZL" - 8:14

### CD 2
1. "Honey Don't You Want a Man Like Me" - 4:56
2. "The Black Page #1" - 1:57
3. "Big Leg Emma" - 2:11
4. "Punky's Whips" - 11:06
5. "Flambe" - 2:05
6. "The Purple Lagoon" - 16:22
7. "Pedro's Dowry" - 7:45
8. "Läther" - 3:50
9. "Spider of Destiny" - 2:40
10. "Duke of Orchestral Prunes" - 4:21

### CD 3
1. "Filthy Habits" - 7:12
2. "Titties 'n Beer" - 5:23
3. "The Ocean Is the Ultimate Solution" - 8:32
4. "The Adventures of Gregory Peccary" - 21:00
5. "Regyptian Strut (1993)" - 4:42
6. "Leather Goods" - 6:01
7. "Revenge of the Knick Knack People" - 2:25
8. "Time Is Money" - 3:04

Total speltid: 172:56